# Stick (personaje)
Stick es un personaje de ficción que aparece en los cómics estadounidenses publicados por Marvel Comics, fue creado por Frank Miller, con su primera aparición en Daredevil #176 en noviembre de 1981. Es representado como un sensei ciego, líder de la organización la Casta, que entrenó a Matt Murdock y Elektra Natchios.
Stick apareció en la película de 2005 Elektra interpretado por Terence Stamp, así como en las dos primeras temporadas de Daredevil (2015-2016) y en la miniserie The Defenders (2017), interpretado por Scott Glenn.

## Historial de publicaciones
Stick apareció por primera vez en Daredevil #176 y fue creado por Frank Miller.

## Biografía del personaje ficticio
El misterioso Stick es un sensei ciego que entrenó a Matt Murdock. Stick ha hecho su misión de mantener la Casta pura y limpia de elementos malignos, por ejemplo, prohibió a Elektra Natchios, permanecer en sus filas debido a su personalidad vengativa, a pesar de su formidable progreso. Stick es bastante severo y arrogante con sus estudiantes. Se encontró con Wolverine en su estado salvaje y lo hizo razonar de vuelta, en parte debido al continuo maltrato con su bō y sus consejos inflexibles.
La Mano trató de acabar con Stick y la Casta, pero este frustró un intento de asesinato y llamó a los otros miembros de su orden a Nueva York. Con la ayuda de su clan, Stick derrotó a Kirigi, el ninja más letal de La Mano. La Mano se reagrupó y atacó a Stick y su banda de guerreros que ahora incluían a Daredevil y Viuda Negra. La Mano casi los derrota, cuando Stick y Shaft recurren a una técnica antigua que drena la fuerza vital de todo los ninjas presentes, pero en el proceso Stick y su compañero explotan por el exceso de energía absorbida.
Años más tarde, la Mano se interesó de nuevo en la Casta, tratando de evitar que localicen a un niño recién nacido que llevaría el alma reencarnada de Stick. La Mano redujo a uno cuantos el número de guerreros de Stick y ellos viajan a Nueva York para pedir la ayuda de Daredevil, quién acepta de mala gana. En Japón, La Mano atacó a la Casta y a Daredevil implacablemente, pero logran escapar y salvaguardar el espíritu reencarnado de Stick.
Como parte de la iniciativa editorial All-New, All-Different Marvel (2015), el Coleccionista resucita a Stick para competir por él en la tercera edición del Concurso de Campeones. Stick se alía en secreto con el Sentry de Tierra-1611, un miembro reacio del equipo contrario reunido por el Gran Maestro. Cuando se revela su alianza, los dos son vaporizados por el Desintegrador Molecular de Punisher 2099. Mientras experimenta con la Iso-Sphere, el Maestro revide accidentalmente a Stick con la apariencia de un anciano Rick Jones. En la batalla final del Concurso, Stick se quita su disfraz, distrae al Maestro resucitando a Sentry e instruye a Outlaw sobre cómo usar la Iso-Sphere para terminar el Concurso de Campeones. Posteriormente, se muestra a Stick en la Tierra, donde forma un nuevo equipo de superhéroes con Outlaw, Ares, Guillotine y White Fox.

## Otras versiones

### Ultimate Marvel
La versión de Ultimate Marvel de Stick es introducido en el tercer volumen de Ultimate Avengers de Mark Millar como alguien que entrenó junto a Matt Murdock, Blade, Shaft y Piedra bajo su mentor, Anthony. Stick aparece entrenando a Ray Connor, un niño ciego de 13 años de edad ser un nuevo Daredevil después de la muerte de Murdock en la ola Ultimatum de Nueva York. Mientras entrena a Ray, Stick es mordido y convertido en un vampiro y se une a un grupo de vampiros entre los que encuentra Nerd-Hulk, bajo las órdenes Anthony. Después de que el clon de Hulk mata a Anthony, Stick lidera el asedio al Triskelion, pero es teletransportado junto al resto de los vampiros a Irán por Capitán América usando el martillo de Perun, donde es asesinado por Blade.

## En otros medios

### Televisión

#### Animación
- Stick aparece en el episodio «Framed» de Spider-Man (1994) en flashbacks mientras Matt Murdock recuerda su educación bajo la tutela del sensei.

#### Acción en vivo
- Stick (Scott Glenn) aparece por primera vez en el episodio homónimo de la temporada 1 de Daredevil, en el que entrena a Matt Murdock durante su infancia, pero lo abandona cuando este comienza a verlo como una figura paterna. Años después, Stick solicita la ayuda de Matt para destruir al Cielo Negro, un arma que la Mano está trayendo a la ciudad de Nueva York.[9][10] En la segunda temporada rescata a Matt y Elektra de la Mano.[11] Stick envía un asesino tras Elektra,  pero es vencido y ella enfenta a Stick.[12] Matt se detiene la pelea entre ellos, pero Stick es secuestrado por una emboscada de la Mano.[13]

- Stick aparece en la miniserie de The Defenders[14] como prisionero de Elektra y Alexandra, quienes lograron capturarlo después de matar a todos sus compañeros de la Casta. Stick escapa cortando su mano derecha para liberarse[15] y a través de un consejo de Colleen Wing rastrea a Matt, Jessica Jones, Luke Cage y Danny Rand para pedir su ayuda.[16]

Glenn reveló que Jeph Loeb le había dicho que Stick aún podría regresar en futuros proyectos de Marvel a pesar de la muerte del personaje; diciendo: 
Recuerdo a Jeph diciendo: «Estamos en el Universo Marvel. Si Elektra te mata, eso no significa necesariamente que estés muerto». Y yo dije: «Está bien». Pero para mí, el programa terminó, a menos que reciba una llamada telefónica, y luego lo hará o no lo hará. continuar] dependiendo del trato y todas esas cosas. Es difícil responder a esa pregunta [estaría interesado en repetir el papel]. Todas esas cosas realmente están en el guionista y en las líneas, y ¿realmente quiero ir? ¿Volver a tratar con esas lentes de contacto otra vez? No lo sé. Es una pregunta imposible de responder.

### Películas
- Terence Stamp interpretó a Stick en la película Elektra (2005).

### Videojuegos
- Stick aparece como un personaje secundario en el videojuego Daredevil para la Game Boy Advance.

- Stick es mencionado por Daredevil en Marvel: Ultimate Alliance cuando le cuenta su origen al personaje del jugador.
- En el juego móvil Marvel Avengers Academy, es el mini jefe del episodio 1 del evento Defenders y se puede reclutar en el episodio 2 del mismo evento.

## En cultura popular
- El personaje Splinter de la franquicia de las Tortugas Ninja fue creado por Kevin Eastman y Peter Laird como un homenaje a Stick.[18]